# پای آمریکایی
پای آمریکایی (به انگلیسی: American Pie) یک مجموعهٔ فیلم متشکل از چهار فیلم کمدی سکسی است. اولین فیلم از این مجموعه توسط یونیورسال پیکچرز در سال ۱۹۹۹ تحت عنوان پای آمریکایی منتشر شد. این فیلم به یک پدیده فرهنگ مردمی در سراسر جهان تبدیل شد و در بین جوانان طرفدارانی پیدا کرد. پس از پای آمریکایی، دومین و سومین فیلم از این مجموعه، پای آمریکایی ۲ (۲۰۰۱) sksfilm عروسی آمریکایی (۲۰۰۳) منتشر شدند. چهارمین فیلم با عنوان تجدید دیدار آمریکایی در سال ۲۰۱۲ منتشر شد. یک مجموعه‌فیلم اسپین‌آف با عنوان پای آمریکایی تقدیم می‌کند شامل پنج فیلم ویدئویی از سال ۲۰۰۵ تا ۲۰۲۰ اکران شدند.
سری اصلی که با بودجه کلی ۱۴۵ میلیون دلاری آمریکا تولید شده‌است، نزدیک به یک میلیارد در سرتاسر جهان فروش داشته‌است. فیلم‌های اسپین‌آف به‌صورت فیلم ویدئویی منتشر شدند. سری اصلی نقدهای متفاوتی از منتقدان دریافت کرده‌است، در حالی که فیلم‌های اسپین‌آف نقدهای منفی دریافت کرده‌است.

## طرح مجموعه

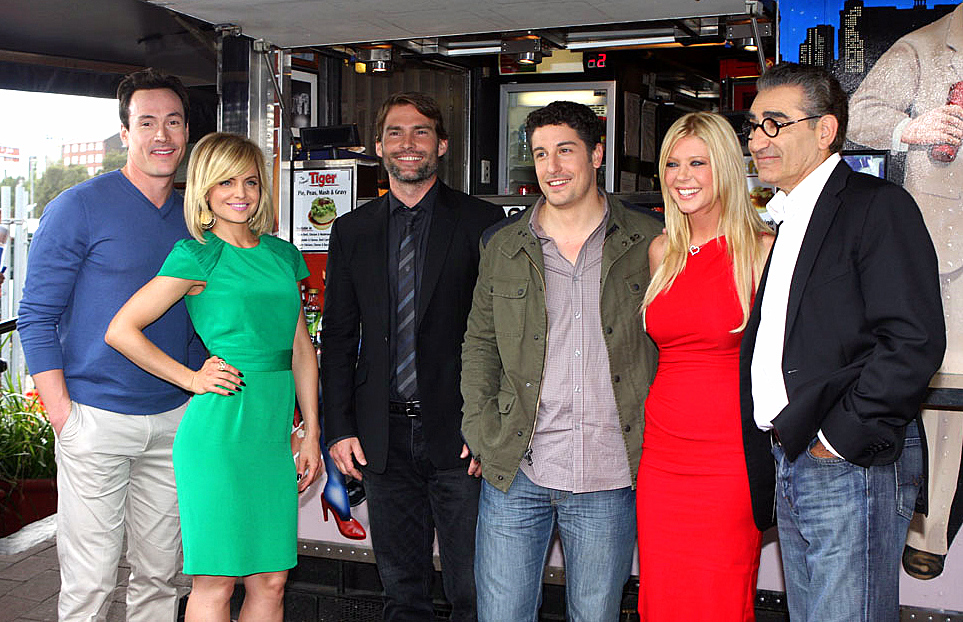
بازیگران امریکن پای، سیدنی، ۲۰۱۲

در طول اولین فیلم از سری اصلی، جیم لونشتاین (جیسون بیگز) سعی می‌کند با همکلاسی مدرسه خود نادیا (شانون الیزابت) رابطه برقرار کند. جیم و سه تن از بهترین دوستانش، کوین مایرز (توماس ایان نیکلاس)، پل فینچ (ادی کی توماس)، و کریس اوستریچر (کریس کلاین)، پیمان می‌بندند که قبل از فارغ‌التحصیلی از دبیرستان، باکرگی خود را از دست بدهند. استیو استیفلر (شان ویلیام اسکات)، فرد نفرت‌انگیز گروه، در عین حال که میزبان مهمانی‌های وحشیانه است، توصیه‌های نامتعارفی به آنها ارائه می‌کند.
در فیلم دوم، پنج پسر میزبان یک مهمانی تابستانی هستند و جیم به دوستش، میشل فلاهرتی (آلیسون هانیگان) علاقه‌مند می‌شود.
در فیلم سوم، جیم و میشل قصد ازدواج دارند، اگرچه دعوت اجباری استیفلر می‌تواند همه چیز را خراب کند.
در فیلم چهارم، گروه در انتظار دیدار مجددشان در دبیرستان سیزدهم دور هم جمع می‌شوند.
سری فیلم‌های اسپین آف حول محور اقوام استیفلر از جمله برادرش مت (تاد هیلگنبرینک)، پسرعموهایش اریک (جان وایت)، دوایت (استیو تالی)، اسکات (جان پاتریک جردن) و استفانی (لیز برادوی)؛ و دوستان مربوطه آن‌ها می‌چرخد.

## فیلم‌ها
| عنوان                        | تاریخ انتشار   | کارگردان                   | شرکت تولید                                            |
| فیلم‌های اصلی                 | فیلم‌های اصلی   | فیلم‌های اصلی               | فیلم‌های اصلی                                          |
| ---------------------------- | -------------- | -------------------------- | ----------------------------------------------------- |
| پای آمریکایی                 | ۹ ژوئیه ۱۹۹۹   | پال وایتز                  | یونیورسال پیکچرز، سامیت انترتینمنت، نیومارکت فیلمز    |
| پای آمریکایی ۲               | ۱۰ اوت ۲۰۰۱    | جیمیز بی راجرز             | لایو پلنت، زاید/پری پرواداکشنز                        |
| عروسی آمریکایی               | ۱ اوت ۲۰۰۳     | جسی دیلان                  | لایو پلنت، زاید/پری پرواداکشنز                        |
| تجدید دیدار آمریکایی         | ۶ آوریل ۲۰۱۲   | جان هورویتس، هیدن شلوسنبرگ | رلتیویتی مدیا، زاید/پری پرواداکشنز                    |
| فیلم‌های اسپین‌آف              |                |                            |                                                       |
| پای آمریکایی: اردوگاه نوار   | ۲۶ دسامبر ۲۰۰۵ | استیو رش                   | روگ پیکچرز                                            |
| پای آمریکایی: مسیر برهنه     | ۱۹ دسامبر ۲۰۰۶ | جو نوسباوم                 | نئو آرت اند لاجیک، کپیتال آرتس انترتینمنت             |
| پای آمریکایی: خانه بتا       | ۲۷ دسامبر ۲۰۰۷ | اندرو والر                 | نئو آرت اند لاجیک، روگ پیکچرز                         |
| پای آمریکایی: کتاب عشق       | ۲۲ دسامبر ۲۰۰۹ | جان پاچ                    | سرگرمی خانگی یونیورسال پیکچرز، کپیتال آرتس انترتینمنت |
| پای آمریکایی: قوانین دخترانه | ۶ اکتبر ۲۰۲۰   | مایک الیوت                 | سرگرمی خانگی یونیورسال پیکچرز، یونیورسال ۱۴۴۰         |

## بازخورد

### عملکرد گیشه
| فیلم                 | تاریخ انتشار | درآمد ناخالص باکس آفیس            | درآمد ناخالص باکس آفیس | درآمد ناخالص باکس آفیس | درآمد ناخالص باکس آفیس | رتبه باکس آفیس | رتبه باکس آفیس | بودجه (میلیون) | منبع   |
| فیلم                 | تاریخ انتشار | افتتاحیه آخر هفته (آمریکای شمالی) | آمریکای شمالی          | مناطق دیگر             | در سراسر جهان          | آمریکای شمالی  | در سراسر جهان  | بودجه (میلیون) | منبع   |
| -------------------- | ------------ | --------------------------------- | ---------------------- | ---------------------- | ---------------------- | -------------- | -------------- | -------------- | ------ |
| پای آمریکایی         | ۹ ژوئیه ۱۹۹۹ | $۱۸٫۷۰۹٫۶۸۰                       | $۱۰۲٫۵۶۱٫۰۰۴           | $۱۳۲٫۹۲۲٫۰۰۰           | $۲۳۵٫۴۸۳٫۰۰۴           | ۵۵۹            | ۴۷۵            | $۱۱٫۰۰۰٫۰۰۰    | [ ۶ ]  |
| پای آمریکایی ۲       | ۱۰ اوت ۲۰۰۱  | $۴۵٫۱۱۷٫۹۸۵                       | $۱۴۵٫۱۰۳٫۵۹۵           | $۱۴۲٫۴۵۰٫۰۰۰           | $۲۸۷٫۵۵۳٫۵۹۵           | ۲۸۹            | ۳۶۶            | $۳۰٫۰۰۰٫۰۰۰    | [ ۷ ]  |
| عروسی آمریکایی       | ۱ اوت ۲۰۰۳   | $۳۳٫۳۶۹٫۴۴۰                       | $۱۰۴٫۵۶۵٫۱۱۴           | $۱۲۶٫۸۸۴٫۰۸۹           | $۲۳۱٫۴۴۹٫۲۰۳           | ۵۴۳            | ۴۸۴            | $۵۵٫۰۰۰٫۰۰۰    | [ ۸ ]  |
| تجدید دیدار آمریکایی | ۶ آوریل ۲۰۱۲ | $۲۱٫۵۱۴٫۰۸۰                       | $۵۷٫۰۱۱٫۵۲۱            | $۱۷۷٫۹۷۸٫۰۶۳           | $۲۳۴٫۹۸۹٫۵۸۴           | ۱۲۴            | ۴۷۷            | $۵۰٫۰۰۰٫۰۰۰    | [ ۹ ]  |
| مجموع                | مجموع        | مجموع                             | $۴۰۹٫۲۴۱٫۲۳۴           | $۵۸۰٫۲۳۴٫۱۵۲           | $۹۸۹٫۴۷۵٫۳۸۶           |                |                | $۱۴۶٫۰۰۰٫۰۰۰   | [ ۱۰ ] |
| میانگین              | میانگین      | میانگین                           | $۱۰۲٫۳ میلیون          | $۱۴۵٫۱ میلیون          | $۲۴۷٫۴ میلیون          |                |                | $۳۶٫۵ میلیون   | [ ۱۰ ] |

### پاسخ انتقادی و عمومی
| فیلم                 | راتن تومیتوز  | متاکریتیک   | سینماسکور |
| -------------------- | ------------- | ----------- | --------- |
| پای آمریکایی         | ۶۱٪ (۱۲۸ نقد) | ۵۸ (۳۰ نقد) | A−        |
| پای آمریکایی ۲       | ۵۲٪ (۱۲۷ نقد) | ۴۳ (۲۸ نقد) | B+        |
| عروسی آمریکایی       | ۵۴٪ (۱۵۵ نقد) | ۴۳ (۳۴ نقد) | B+        |
| تجدید دیدار آمریکایی | ۴۵٪ (۱۸۳ نقد) | ۴۹ (۳۴ نقد) | B+        |